# TBT WS
TBT WS é o quinto álbum ao vivo do cantor brasileiro Wesley Safadão, gravado em Fortaleza, no dia 19 de maio de 2019. O álbum foi lançado em 20 de junho de 2019 pela Som Livre nos formatos download digital e streaming.
O repertório é composto por 19 faixas, sendo três pot-pourris, no total de 27 canções. O projeto resgata músicas da época em que o cantor comandou a banda Garota Safada e algumas da carreira solo. O nome foi baseado na hashtag utilizada nas redes sociais, nas quintas-feiras, para relembrar momentos antigos. Idealizado após os inúmeros pedidos de seus fãs, que o acompanham há mais de 15 anos, o artista reviveu sucessos lançados originalmente entre 2005 e 2016. Entre as escolhidas, destaques para “Juras de Amor”, “Tentativas em Vão”, “Meu Amanhecer”, “Disco Voador”, “Chá Pra Relaxar” e “Vou Pagar pra Ver".
Foi gravado no restaurante Rancho do Poço durante uma apresentação intimista para amigos e fãs. O cenário foi composto por mesas de bar, enquanto no palco um grande jukebox é visto com projeções sobre cada música. Dividido por clipes, também está disponível no canal do YouTube do artista.

## Singles
O single do álbum foi "Juras de Amor (Vai Chorar)", lançado em todas as plataformas digitais no mesmo dia do projeto.

## Recepção

### Comercial
O álbum estreou em terceiro lugar no iTunes Store e logo depois assumiu a primeira colocação.

## Lista de faixas
| Download digital |                                                                                                  | |          |  |
| N.º              | Título                                                                                           | Compositor(es) | Duração  |  |
| 1.               | "Juras de Amor (Vai Chorar)"                                                                     | Evan Marques | 2:39     |  |
| 2.               | "Pot-Pourri: Escravo do Amor / Tentativas em Vão / Onde Está Você (Meu Amanhecer) / Menino Bobo" | Cabeção do Forró / Zé Hilton / Raniere Mazille; Cabeção do Forró / Raniere Mazille / Zé Hilton; Cabeção do Forró / Zé Hilton / Raniere Mazille; Neto Barros / Nego Rico | 6:56     |  |
| 3.               | "Pra Você Voltar Pra Mim"                                                                        | Dorgival Dantas | 3:41     |  |
| 4.               | "Eu Ainda Vou Ver (Coração de Pedra)"                                                            | Renato Moreno | 3:04     |  |
| 5.               | "Absurdos"                                                                                       | Dyeguinho Silva / Kinho Chefão | 2:53     |  |
| 6.               | "Coca-Cola (Se Não Quer Me Amar)"                                                                | Dejobson Voxman / Talismã | 3:10     |  |
| 7.               | "Amor Transparente"                                                                              | Neto Barros / Conde Macedo / Guedes Neto | 3:04     |  |
| 8.               | "Nossa História"                                                                                 | Cabeção do Forró / Zé Hilton / Raniere Mazille | 2:56     |  |
| 9.               | "Amor Sem Amar (Dói Dói Dói)"                                                                    | Neto Barros / Conde Macedo / Guedes Neto | 2:38     |  |
| 10.              | "Volta Me Abraça"                                                                                | Dejobson Voxman / Aurelio Feodrippe | 2:46     |  |
| 11.              | "Por Causa de Você (Cego, Surdo e Mudo)"                                                         | Cabeção do Forró / Raniere Mazille | 2:29     |  |
| 12.              | "Pot-Pourri: Vou Pagar Pra Ver / Disco Voador / Chá Pra Relaxar"                                 | Cabeção do Forró / Neto Barros / Zé Hilton / Conde Macedo; Cabeção do Forró / Raniere Mazille / Neto Barros; Cabeção do Forró / Raniere Mazille / Zé Hilton             | 4:24     |  |
| 13.              | "Vai Esperar"                                                                                    | Renato Moreno / Zé Maria | 3:18     |  |
| 14.              | "Lágrimas Vão e Vem"                                                                             | Negabina / Wagner Gama | 3:40     |  |
| 15.              | "Despedida"                                                                                      | Waléria Leão / Thiago / Samuel | 3:26     |  |
| 16.              | "Pot-Pourri: Cerveja Pra Lavar / Alô, Final de Semana Chegou / Rei da Farra / Estilo Namorador"  | Cabeção do Forró / Raniere Mazille; Jujuba; Cabeção do Forró / Raniere Mazille / Jubileu Filho; Giannini Alencar                                                        | 5:35     |  |
| 17.              | "Só Verdades"                                                                                    | Fabio Garrafinha | 3:36     |  |
| 18.              | "Sem Rumo ao Léu"                                                                                | Robson Lima | 2:47     |  |
| 19.              | "E Eu Não Choro"                                                                                 | Renato Moreno / Paula Mattos | 3:05     |  |
| Duração total:   | Duração total:                                                                                   | Duração total: | 01:06:06 |  |

## Desempenho comercial
| 2019                                                                            | "Juras de Amor (Vai Chorar)" | 24 |
| "—" denota singles que não entraram nas paradas musicais ou não foram lançados. |                              |    |

| Parada musical (2019)       | Melhor posição |
| --------------------------- | -------------- |
| Brasil (iTunes Álbum Chart) | 1              |

## Histórico de lançamento
| Região | Data                | Formato(s)                             | Gravadora |
| ------ | ------------------- | -------------------------------------- | --------- |
| Brasil | 20 de junho de 2019 | Streaming [ 4 ] download digital [ 3 ] | Som Livre |

## Créditos
Todos os dados abaixo foram retirados do site oficial do artista.
- Direção de show: Wesley Safadão
- Direção de vídeo: Fernando Trevisan Catatau
- Produção musical: Rod Bala

### Músicos participantes
- Rod Bala e Rafinha Batera: bateria
- Diego Lobinho: teclados
- Valdo França: violão
- Flávio Vieira: guitarra
- Guilherme Santana: baixo
- Berg Félix: sanfona
- Francy Moura: percussão
- Itaro Tito: trombone
- Diego Rodriguez (Koreano): trompete
- Paulo Queiroz (Bob): saxofone
- Arantes Rodrigues, Lidiane Castro, Gaspar Santos e Flávia Mello: vocais de apoio